# Superman (canción de R.E.M.)
«Superman» es un sencillo del álbum Lifes Rich Pageant del grupo estadounidense R.E.M. Fue lanzado el 28 de julio de 1986.
La canción aparece en un capítulo de la serie televisiva CSI: Nueva York. Ocupó el puesto número 17 en la lista Mainstream Rock Tracks de Billboard.

## Posicionamiento
| Lista                  | Posición |
| ---------------------- | -------- |
| Mainstream Rock Tracks | 17       |